# Incredible Technologies 32-bit
Le Incredible Technologies 32-bit, créé par Incredible Technologies, est un système d'arcade commercialisé en 1992.

## Description
Après le petit succès de son système 8-bit, IT créé un nouvel hardware. C'est le deuxième et dernier système produit et commercialisé au niveau mondial par cette petite entreprise américaine.
Les jeux sont encore axés sur le secteur de cette entreprise : les simulations de sport, en particulier le golf et le bowling. La cible de tous ces jeux est les jeunes adultes.
Ce matériel utilise un cpu central différent suivant les jeux, qui cette fois-ci fonctionnant en 32 bit : un Motorola MC68000 ou MC68EC020. Le son, pris en charge par un Motorola M6809, secondé par un Ensoniq ES5506, progresse par rapport au système 8 bit.
Sur ce système d'arcade, la suite de la série des Golden Tee Golf, ainsi qu'une simulation de course de qualité, Driver's Edge, voient le jour.

## Spécifications techniques
- Année de parution : 1992
- Fin de production : 2001

### Processeur
- Motorola MC68000 cadencé à 12 MHz

ou
- Motorola MC68EC020 cadencé à 25 MHz
- Résolution et couleurs : 384x256 ; Palette de 32768 couleurs

### Audio
- Processeur :
  - Motorola 6809 cadencé à 2 MHz
- Puce :
  - Ensoniq ES5506 cadencé à 16 MHz
- Capacités audio : Mono

## Liste des jeux
| Titre                                  | Développeur                      | Éditeur                 | Système                        | Genre | Date |
| -------------------------------------- | -------------------------------- | ----------------------- | ------------------------------ | ----- | ---- |
| Blood Storm                            | Strata / Incredible Technologies | Incredible Technologies | Incredible Technologies 32-bit |       | 1994 |
| Driver's Edge                          | Strata / Incredible Technologies | Incredible Technologies | Incredible Technologies 32-bit |       | 1994 |
| Golden Tee '97                         | Incredible Technologies          | Incredible Technologies | Incredible Technologies 32-bit |       | 1997 |
| Golden Tee '98                         | Incredible Technologies          | Incredible Technologies | Incredible Technologies 32-bit |       | 1998 |
| Golden Tee '99                         | Incredible Technologies          | Incredible Technologies | Incredible Technologies 32-bit |       | 1999 |
| Golden Tee Royal Edition Tournament    | Incredible Technologies          | Incredible Technologies | Incredible Technologies 32-bit |       | 1999 |
| Golden Tee 2K                          | Incredible Technologies          | Incredible Technologies | Incredible Technologies 32-bit |       | 2000 |
| Golden Tee 3D Golf                     | Incredible Technologies          | Incredible Technologies | Incredible Technologies 32-bit |       | 1995 |
| Golden Tee 3D Golf: Tournament Version | Incredible Technologies          | Incredible Technologies | Incredible Technologies 32-bit |       | 1995 |
| Golden Tee Classic                     | Incredible Technologies          | Incredible Technologies | Incredible Technologies 32-bit |       | 2001 |
| Hard Yardage                           | Strata / Incredible Technologies | Incredible Technologies | Incredible Technologies 32-bit |       | 1993 |
| Pairs                                  | Strata / Incredible Technologies | Incredible Technologies | Incredible Technologies 32-bit |       | 1994 |
| Pairs Redemption                       | Strata / Incredible Technologies | Incredible Technologies | Incredible Technologies 32-bit |       | 1994 |
| Shuffleshot                            | Strata / Incredible Technologies | Incredible Technologies | Incredible Technologies 32-bit |       | 1997 |
| Street Fighter: The Movie              | Capcom / Incredible Technologies | Incredible Technologies | Incredible Technologies 32-bit |       | 1995 |
| Time Killers                           | Strata / Incredible Technologies | Incredible Technologies | Incredible Technologies 32-bit |       | 1992 |
| World Class Bowling                    | Incredible Technologies          | Incredible Technologies | Incredible Technologies 32-bit |       | 1995 |
| World Class Bowling Deluxe             | Incredible Technologies          | Incredible Technologies | Incredible Technologies 32-bit |       | 1999 |
| World Class Bowling Tournament         | Incredible Technologies          | Incredible Technologies | Incredible Technologies 32-bit |       | 1997 |